# F1 2017 (videojuego)
F1 2017 es un videojuego de carreras basado en la temporada 2017 de Fórmula 1. Fue lanzado para PlayStation 4, Xbox One y Microsoft Windows el 25 de agosto. El juego incluye todos los circuitos, pilotos y escuderías que compiten en dicha temporada. La versión macOS, desarrollada por Feral Interactive, se lanzó simultáneamente con las otras versiones, por primera vez en la historia de la serie. La versión de Linux, también de Feral Interactive, se lanzó el 2 de noviembre. El juego presentó las alineaciones iniciales de pilotos para la temporada 2017; los pilotos suplentes Jenson Button, Antonio Giovinazzi, Pierre Gasly, Brendon Hartley y Paul Di Resta, aunque todos compitieron en carreras de Fórmula 1 de la FIA durante 2017, no se incluyeron en el juego.

## Características
El videojuego presenta los comentarios de David Croft y Anthony Davidson. También cuenta con un modo de gestión de equipo ampliado, que ofrece a los jugadores más control sobre la investigación y desarrollo de piezas de automóviles. Los componentes del motor y las cajas de cambios están sujetos a desgaste y, en última instancia, fallarán, y los jugadores recibirán sanciones en la grilla por exceder su cuota de componentes.
La Federación Internacional del Automóvil (FIA) —el organismo rector del automovilismo internacional— respalda F1 2017 como plataforma para deportes electrónicos, siguiendo movimientos similares de la Fórmula E y el Campeonato Mundial de Rally. Una variedad de formatos de carrera están disponibles para los jugadores después de que los titulares comerciales del deporte expresaron su interés en usar juegos para probar posibles formatos de carrera. El juego también presenta monoplazas clásicos, que se incluyeron por última vez en F1 2013 (entre 1988 y 2010).
El juego también incluyó una competencia para que los jugadores diseñaran sus propios cascos de carreras, con los siete diseños ganadores incluidos en el juego.
Fue el primer videojuego que se usó en la Formula One eSports Series, que también debutó en 2017.

## Recepción
La recepción inicial del juego fue positiva, y la revista de deportes de motor Autosport lo elogió por agregar profundidad a todas las características introducidas en su predecesor, F1 2016. The Daily Telegraph elogió el juego por sus actualizaciones en títulos anteriores y lo calificó como uno de los mejores juegos de Codemasters. IGN fue igualmente elogioso por ser fiel a los detalles de su tema, mientras que la reseña de GameSpot se hizo eco de la respuesta de Autosport. GamesMaster dijo que era «un excelente corredor técnico. A los fanáticos de la F1 les encantará el modo carrera, pero se sentirán decepcionados con el contenido clásico».
El juego alcanzó el número 2 en la lista de ventas de PlayStation 4 del Reino Unido, detrás de uncharted: El legado perdido, pero encabezó las listas de XO. La versión de PS4 vendió 7190 copias en Japón en su semana de debut, colocándola en el puesto 11 en las listas de ventas. También alcanzó el número 2 en Australia y el 4 en Nueva Zelanda.
Alphr lo colocó en el número 6 en su lista de los mejores juegos de carreras para PS4 de 2017. El juego fue nominado a «Mejor juego de carreras» en los premios Best of 2017 de IGN, y a «Juego de eSports del año» en los SXSW Gaming Awards de 2018; y ganó el premio a «Best Racing Game» en los Premios de la Asociación de Desarrolladores de Juegos Independientes de 2018.